# کیم یو-بین (موسیقی‌دان)
کیم یو-بین (به انگلیسی: Kim Yu-bin)(زاده ۴ اکتبر ۱۹۸۸) خواننده،رپر، بازیگر کره‌ای است.
او عضو گروه واندر گرلز بود.